# Atlantic City (film, 1980)
Atlantic City je americko-francouzsko-kanadský hraný film z roku 1980, který režíroval Louis Malle podle stejnojmenného románu Lairda Koeniga. Snímek měl světovou premiéru na filmovém festivalu v Benátkách dne 2. září 1980.

## Děj
Sally Mathews pracuje v restauraci kasina v Atlantic City a sní o tom, že se stane krupiérkou ve Francii. Její manžel Dave ji opustil kvůli její mladší sestře Chrissie. Jednoho dne uvidí Dava a Chrissie, kteří přijeli do Atlantic City prodávat kokain. Pár požádá Sally, aby se s nimi setkala. Ona to přijme a Dave rychle začne podnikat. Několik dní po svém příjezdu se seznámí s ošuntělým vysloužilým mafiánem Lou. Dave je zabit ve rvačce a Lou přebírá podnik. Lou je nostalgický bývalý gangster, který každou noc sleduje Sally oknem.

## Obsazení
| Burt Lancaster    | Lou                |
| Susan Sarandonová | Sally              |
| Kate Reid         | Grace              |
| Michel Piccoli    | Joseph             |
| Hollis McLaren    | Chrissie           |
| Robert Joy        | Dave Matthews      |
| Moses Znaimer     | Felix              |
| Angus MacInnes    | Vinnie             |
| Sean Sullivan     | Buddy              |
| Al Waxman         | Alfie              |
| John McCurry      | Fred               |
| Wallace Shawn     | číšník             |
| Robert Goulet     | zpěvák v nemocnici |
| Harvey Atkin      | řidič autobusu     |
| Norma Dell'Agnese | Jeanne             |
| Louis Del Grande  | Shapiro            |

## Ocenění
- Filmový festival v Benátkách: Zlatý lev
- Los Angeles Film Critics Association: nejlepší film
- Oscar: nominace v kategoriích nejlepší film, nejlepší režie (Louis Malle), nejlepší herec (Burt Lancaster), nejlepší herečka (Susan Sarandon) a nejlepší původní scénář (John Guare)